# Aux animaux
aux animaux är ett musikprojekt inom dark wave och gothic, grundat julen 2015 av musikern Gözde Düzer i Stockholm.
Gözde Düzer kommer från Istanbul och bor för närvarande i Stockholm. Hon har också tillbringat några månader i Strasbourg. Hon spelar bas och theremin och beskriver sin musik som Hauntwave. Hon har uppträtt som förband för Hante och Sólveig Matthildur. I april 2023 turnerade hon med She Past Away i Tyskland och Nederländerna.
Det franska projektnamnet aux animaux översätts till för djuren och refererar till djurrättsrörelsen och veganism. I hennes video Lost Souls finns inspelningar från djurrättsorganisationen Djurrättsalliansen. I mars 2023 släppte hon EP peratione Daemonum under namnet Melaina Chole.

## Diskografi
- Black Holes (EP, januari 2018)
- Stockholm Synthrome (EP, april 2020)
- The Hydesville Episode (Album, mars 2022)
- Devil Inside (Singel, september 2022)
- Hauntology (Album, december 2022)
- Lost Souls (Singel, april 2023)
- Body horror (Album, december 2023)